# Difesa siciliana, variante Scheveningen
La variante Scheveningen è un'apertura degli scacchi, variante della difesa siciliana, caratterizzata dalle mosse
1.e4(?) c5
2.Cf3 d6
3.d4 cxd4
4.Cxd4 Cf6
5.Cc3 e6
Prende il nome dal torneo di Scheveningen 1923, in cui questa variante venne giocata in diverse partite. 
Fa parte delle varianti della siciliana aperta ed è una linea molto ambiziosa, sebbene più posizionale rispetto ad altre (come la variante del dragone). È un'apertura molto popolare, giocata da molti forti giocatori, tra cui Garri Kasparov.
Il Nero, con 5...e6, imposta subito la struttura pedonale al centro, controllando entrambe le case d5 ed e5, lasciandosi tuttavia aperta la possibilità di una spinta di rottura di uno dei due pedoni centrali. Il Bianco ha diverse possibili repliche, che danno origine a diverse varianti.

## Variante classica
Questa variante, giocata spesso tra gli altri da Anatolij Karpov, è caratterizzata da 6. Ae2. Il Bianco prepara un attacco sul lato di re: il suo piano consiste nell'eseguire l'arrocco corto, poi giocare Ae3, f4, a4 (generalmente in quest'ordine), per poi continuare con la spinta del pedone g (dopo aver giocato Rh1), con il trasferimento della donna in h4 e dell'alfiere in f3.
Il Nero, per contrastare questo attacco, generalmente ricorre alla pressione sulla colonna c, già semi-aperta, sviluppando la donna in c7 e successivamente portando anche una torre su questa colonna. Il piano generalmente include le spinte di pedone in a6 e b5.

### Alcune continuazioni
- 6...Ae7 7. 0-0 0-0 8. f4 a6 9. Ae3 Dc7 10. a4 Cc6 11. Rh1 Te8 12. Ad3 Cb4 13. a5 Ad7 14. Df3 Ac6 15. Dg3 Cxd3 16. cxd3 Tac8 17. f5 e5 18. Cf3, con uguaglianza

- - 13...e5 14. fxe5 dxe5 15. Cf5 Axf5 16. Txf5 Dd6 1.7 De2 Cxd3 18. cxd3 Tad8 19. Td1 de6 20. Ag5 Cd5 21. Cxd5 22. Txd5 Axe7 23. Txe7, con parità

- 6...Ae7 7. 0-0 0-0 8. f4 a6 9. Ae3 Dc7 10. a4 Cc6 11. Rh1 Te8 12. Ad3 Cb4 13. a5 Ad7 14. Df3 Ac6 15. Dg3 Cxd3 16. cxd3 Cd7 17. f5 Af6 18. Cde2, con pari opportunità

- - 17. Cf3 Af6 18. Df2 g6 19. Cd2 Ag7 20. Cc4 Ab5 21. Cxb5 axb5 22. Cb6 Cxb6 23. Axb6, con parità

- 6...a6 7. 0-0 Ae7 8. a4 Cc6 9. Ae3 0-0 10. f4 Dc7 11. De1 Cxd4 12. Axd4 e5 13. Ae3 exf4 14. Txf4 Ae6 15. Dg3 Cd7 (o Tfd8) 16. Ad4 Ce5 17. Ad3, con gioco pari.

## Attacco Keres
Nell'attacco Keres (da Paul Keres) il bianco gioca subito 6. g4, con l'intenzione di portare un attacco più rapido di quello con la variante classica. In questa variante il Nero è spesso costretto ad una posizione piuttosto passiva, in quanto il suo unico pezzo sviluppato (il cavallo in f6) viene minacciato dall'avanzata dei pedoni (il Bianco generalmente continua con h4 e g5). Il Nero risponde quindi generalmente con 6...h6, e la variante continua con
7. h4 Cc6
8. Tg1 d5
9. Ab5 Ad7
Per evitare questa variante, a volte il Nero gioca 5...a6, entrando momentaneamente nella variante Najdorf, per poi giocare ...e6 alla sesta mossa. Questo, naturalmente, offre al Bianco la possibilità di deviare verso altre linee.

## Attacco inglese
L'attacco inglese (6. Ae3) è per certi versi analogo all'attacco jugoslavo nella variante del dragone: il Bianco progetta di giocare f3, g4, h4 e di arroccare sul lato di donna. Questo causa un gioco spesso molto tattico e tagliente, in quanto il Nero non è costretto alla passività ma ha diverse possibilità di contrattacco, che comprendono la possibilità di effettuare dei sacrifici sul lato di donna. La linea principale continua con
6. Ae3 a6
7. f3 b5
8. g4 h6
9. Dd2 Cbd7
10. 0-0-0 Ab7